# Vita Caroli Magni
A Vita Karoli Magni (Nagy Károly élete) Einhard történetíró műve. Az életrajz már Jámbor Lajos uralkodása idején keletkezett, valamikor a 830-as években. A mű felépítése szorosan kapcsolódik Suetonius A Caesarok élete című munkájához, különösen az Augustus-életrajzhoz.
Einhard, aki a saját nevét Einhartnak és nem Eginhardnak írta, ahogyan a tudományos irodalomban is sokan használják, Germániából származott előkelő családból. Születési helye Maingau. Műveltségének alapjait a fuldai kolostorban szerezte meg. Megismerte a római irodalom klasszikusait, költőket, történetírókat, de olvasta a keresztény egyházatyák műveit is. Jó latinsággal, igen szemléletesen írt.

## Történelmi háttér
A Karoling-reneszánsz virágkora Nagy Károly uralkodásához köthető. Ez az az időszak, mikor az állam és az egyház működése szorosan összefonódik, a vezető szerepbe a püspökök kerülnek. Már Martell Károly idejében kezd egy klienskör kialakulni, Pipin és Nagy Károly korában pedig már külföldről is toboroznak tudós embereket: közülük megemlíthetjük az angolszász Alcuint, a longobárd Paulus Diaconust vagy a vizigót Theodulf d'Orléanst. Einhard is az udvarhoz tartozott, személyesen ismerte Nagy Károlyt. Tulajdonképpen udvari reneszánszról van szó: a nemesek a fiaikat az udvarba adták, hogy művelődjenek, lássák az uralkodót. Ez volt az élet iskolája. A nemesek kapcsolatot tartottak egymással, ebben a korban csak az arisztokrata elit műveltségéről beszélhetünk. Ugyanakkor szabados erkölcsök érvényesültek - kialakult a világi apát tisztsége.

## Magyarul
- Nagy Károly élete; ford., bev. Dékáni Kálmán; Franklin, Bp., 1901 (Olcsó könyvtár)